# 세인트루이스
세인트루이스(영어: St. Louis, 문화어: 쓴트루이스)는 미국 미주리주 동쪽 끝에 있는 독립시이자 미주리주 내에서 두 번째로 큰 도시이다. 미시시피강과 미주리 강의 합류점에 위치하는 상공업 도시로, 인구는 2020년 현재 약 30만 명이다. 교육기관으로는 워싱턴 대학교 세인트루이스, 세인트 루이스 대학교, 커버넌트 신학교, 컨콜디아 신학교 등이 있다.
처음에는 프랑스인 모피 상인이 있을 뿐이었으나 미시시피 강의 수운 덕택에 도로·철도가 집중하자 중서부의 교통의 일대 중심지가 되었으며, 중서부의 곡물·면화·목재·가축의 대집산지임과 동시에 담배와 모피의 거래에서는 세계의 중심이다. 미시시피 강 유역에서 가장 오래된 도시로서, 지금도 거리 이름에는 프랑스어 이름이 남아 있다. 식품 가공·제분·약품 철물류 제조 등의 공업이 왕성하다.

## 역사
1763년 프랑스의 모피 상인 피에르 라클레드 리그와 그의 14살 양자 르네 오귀스트 슈토가 현재의 세인트루이스를 방문한 후, 다음 해에 그곳에 정착지를 설립하고 교역지를 열었다.
1800년에는 프랑스가 통치하였고, 1804년 3월 10일 미국이 프랑스로부터 루이지애나를 매입하자, 미국이 차지하였다. 1809년 읍으로 합병되었고, 1822년 도시가 될 때에는 약 5,000명의 사람들이 살고 있었다. 1800년대 중반에는 독일과 아일랜드의 근로자들이 정착하면서, 인구가 16,469명에서 160,773명으로 늘어났다. 남북전쟁 중에는 북군들의 서쪽 본부로 있었다. 전쟁 후에는 철도 공사를 시작하였고, 1870년에 인구가 310,864명이 되면서 뉴욕과 필라델피아에 이어 미국에서 3번째로 큰 도시가 되었다. 1874년에 미시시피 강을 가로지르는 이즈 브리지가 완성되었다.
1900년대 초반에는 세인트루이스의 인구가 계속 늘면서, 1920년에는 772,897명으로 도달하였다. 제2차 세계대전 중에는 연합국을 위한 군사 용품을 생산하였다.
1950년에 미국 전역에서 주민들이 외곽으로 빠져나가는 일이 퍼질 때, 세인트루이스에서는 수천명의 백인들이 도시 밖의 새로운 주택 지역으로 옮겨가는 결과를 가져왔다. 1950년대와 1960년대에는 도시 분위기를 향상시키기 위하여, 수입이 적은 주민들을 위해 새로운 주택, 도로, 학교들을 건설하였다. 1970년대와 1980년대에 세인트루이스의 인구가 감소하기 시작하였는 데, 622,236명에서 452,801명으로 떨어졌다.
1985년에는 유니언 역이 쇼핑, 식사, 유흥의 장소로 새롭게 개축되었다. 1993년에는 프리맨 R. 보즐리 (민주당)가 세인트루이스의 첫 흑인 시장이 되었다.

## 주민
| 인구조사              | 인구    | Note  | %±     |
| --------------------- | ------- | ----- | ------ |
| 1810년                | 1,600   |       | —      |
| 1830년                | 4,977   |       | —      |
| 1840년                | 16,469  |       | 230.9% |
| 1850년                | 77,860  |       | 372.8% |
| 1860년                | 160,773 |       | 106.5% |
| 1870년                | 310,864 |       | 93.4%  |
| 1880년                | 350,518 |       | 12.8%  |
| 1890년                | 451,770 |       | 28.9%  |
| 1900년                | 575,238 |       | 27.3%  |
| 1910년                | 687,029 |       | 19.4%  |
| 1920년                | 772,897 |       | 12.5%  |
| 1930년                | 821,960 |       | 6.3%   |
| 1940년                | 816,048 |       | −0.7%  |
| 1950년                | 856,796 |       | 5.0%   |
| 1960년                | 750,026 |       | −12.5% |
| 1970년                | 622,236 |       | −17.0% |
| 1980년                | 453,805 |       | −27.1% |
| 1990년                | 396,685 |       | −12.6% |
| 2000년                | 348,189 |       | −12.2% |
| 2010년                | 319,294 |       | −8.3%  |
| 2019 (추산)           | 300,576 | [ 2 ] | −5.9%  |
| U.S. Decennial Census |         |       |        |

아프리카계 미국인이 인구 절반의 약간 이상을 차지하고, 영국, 프랑스, 독일, 아일랜드계통의 주민들이 대부분이다.
세인트루이스는 남북전쟁 이후 천천히 성장하였다. 산업화와 이민이 붐일때, 19세기 중반 독일인과 아일랜드인을 포함한 이민자들이 정착하기 시작하였다. 나중에는 남유럽과 동유럽에서 이민자들이 정착을 한다. 20세기 초반에, 많은 아프리카계 미국인과 백인 이주자들이 남부에서 오기 시작했다.(주로 미시시피와 아칸소주)
도시가 이민과 이주로 팽창해지면서, 도시의 인구 성장은 1950년대에 절정이었다. 당시 인구 조사국에서는 세인트루이스의 인구가 82%의 백인과 17.9% 아프리카계 미국인으로 구성되어있다고 보고를 하였다. 세계 2차대전 이후에는 세인트루이스는 사람들이 교외로 이주를 하면서 인구가 점차 줄어들고 있다.
2010년 미국 인구 조사국에 의하면 세인트루이스에는 142,057명의 사람들이 가정이 있고, 그중에 67,488명이 가족으로 구성되어 있다. 인구밀도는 1제곱 마일에 5,158명이다. 인구의 24%는 19세 또는 이하이고, 9%는 20~24세이고, 25%는 45~64살이다. 그리고 11%는 65세 또는 그 이상이다. 주민들의 평균나이는 34살이다.
아프리카계 미국인들은 주로 도시의 북부에 분포되어있다.(델마대로의 북쪽은 94%의 주민은 흑인) 그리고 아시아계 미국인은 베트남계가 (0.9%)를 차지하고, 그다음에 중국계(0.6%), 그리고 그 뒤를 이어 인도계가 0.5%를 차지하고 있다. 베트남계 공동체는 Dutchtown 동네에 주로 거주하고 있다. 중국인들은 Central West End에 분포되어 있다. 멕시코계 사람들은 라틴계에서 제일 많은 비율을 차지하고 있다. 그들은 2.2%의 세인트루이스 인구를 차지하고 있다. 세인트루이스의 19%의 집들은 비어있는 상태이다.
2010년에는 세인트루이스에 거주하고 있는 5세 이상의 아이들은 95% 이상이 영어를 모국어로 사용하고 있다. 2.86%의 아이들은 스페인어를 사용하고 있다. 그라고 0.91%는 보스니아어, 0.74%은 베트남어, 0.50%는 아프리카계 언어, 0.50%는 중국어, 마지막으로 0.45%는 프랑스어를 쓰고 있다. 종합해 보면, 8.95%의 5세 이상의 아이들은 영어대신 다른 언어들을 모국어로 사용하고 있음을 알 수 있다.

## 경제

### 산업
교통수단의 생산이 도시에서 손꼽히는 제조업이며, 세인트루이스는 중요한 자동차 생산의 중심지다. 또한 전투기를 생산하기도 한다. 세인트루이스의 메트로폴리스 지역에는 버드와이저로 유명한 세계적인 맥주 양조 회사인 앤하이저부시의 본사가 있다. 또한 약품, 식품과 그 가공업, 금속 등의 공업이 발달하기도 하였다. 세인트루이스와 워싱턴 D.C.의 대학들의 의료 연구를 위한 중심지들을 두고 있다. 도시는 식물과 생명과학의 연구와 개발의 중심지가 되었다.
건전지 및 손전등 제조 회사인 에너자이저의 본사가 세인트루이스 서쪽의 타운 앤드 컨트리에 있으며, 쉐보레의 공장이 있는 웬츠빌과 세인트루이스의 중간 지점이다. 다만 건전지 겉면에는 타운 앤드 컨트리 대신 세인트루이스로 기재되어 있다.

### 금융
세인트루이스는 미시시피강 중부 유역의 재정적 중심지이다. 연방 준비 은행의 본부들이 자리잡고 있다.

## 교통
세인트루이스는 미국 제1의 철도와 트럭 교통의 중심지이다. 화물 열차와 암트랙 여객 열차의 서비스가 이루어지고, 수백개의 트럭 회사들이 세인트루이스에 봉사하고, 각 주간의 고속도로가 세인트루이스와 연결하고 있다.

## 문화
미국에서 2번째로 오래된 오케스트라단 세인트루이스 심포니 오케스트라가 파월 심포니 홀에서 연주를 한다. 그 오케스트라 단은 뉴욕 심포니 오케스트라가 설립된지 40년 후, 1880년 합창단으로 시작되었다.
서부의 역사를 전시하는 서부개척 박물관과 찰스 린드버그의 트로피가 전열되어 있는 제퍼슨 국립 확장 기념관 등 여러 박물관들이 자리잡고 있다.

### 스포츠
메이저리그 프로야구팀 세인트루이스 카디널스, NHL 아이스하키의 세인트루이스 블루스 등의 팀들이 있다. 1904년 하계 올림픽을 개최한 도시이다.

## 기후
| 세인트루이스 (램버트 국제공항)의 기후                                                          | 세인트루이스 (램버트 국제공항)의 기후 | 세인트루이스 (램버트 국제공항)의 기후 | 세인트루이스 (램버트 국제공항)의 기후 | 세인트루이스 (램버트 국제공항)의 기후 | 세인트루이스 (램버트 국제공항)의 기후 | 세인트루이스 (램버트 국제공항)의 기후 | 세인트루이스 (램버트 국제공항)의 기후 | 세인트루이스 (램버트 국제공항)의 기후 | 세인트루이스 (램버트 국제공항)의 기후 | 세인트루이스 (램버트 국제공항)의 기후 | 세인트루이스 (램버트 국제공항)의 기후 | 세인트루이스 (램버트 국제공항)의 기후 | 세인트루이스 (램버트 국제공항)의 기후 |
| 월                                                                                             | 1월                                   | 2월                                   | 3월                                   | 4월                                   | 5월                                   | 6월                                   | 7월                                   | 8월                                   | 9월                                   | 10월                                  | 11월                                  | 12월                                  | 연간                                  |
| ---------------------------------------------------------------------------------------------- | ------------------------------------- | ------------------------------------- | ------------------------------------- | ------------------------------------- | ------------------------------------- | ------------------------------------- | ------------------------------------- | ------------------------------------- | ------------------------------------- | ------------------------------------- | ------------------------------------- | ------------------------------------- | ------------------------------------- |
| 역대 최고 기온 °C (°F)                                                                         | 25 (77)                               | 29 (85)                               | 33 (92)                               | 34 (93)                               | 37 (98)                               | 42 (108)                              | 46 (115)                              | 43 (110)                              | 40 (104)                              | 34 (94)                               | 30 (86)                               | 24 (76)                               | 46 (115)                              |
| 일평균 최고 기온 °C (°F)                                                                       | 4.7 (40.4)                            | 7.7 (45.8)                            | 13.7 (56.6)                           | 20.0 (68.0)                           | 25.1 (77.1)                           | 29.9 (85.9)                           | 32.0 (89.6)                           | 31.3 (88.3)                           | 27.3 (81.1)                           | 20.7 (69.2)                           | 13.1 (55.5)                           | 6.9 (44.5)                            | 19.3 (66.8)                           |
| 일일 평균 기온 °C (°F)                                                                         | 0.1 (32.1)                            | 2.6 (36.7)                            | 8.1 (46.6)                            | 14.2 (57.5)                           | 19.7 (67.5)                           | 24.7 (76.5)                           | 26.9 (80.4)                           | 26.0 (78.8)                           | 21.7 (71.0)                           | 15.1 (59.1)                           | 8.1 (46.5)                            | 2.5 (36.5)                            | 14.1 (57.4)                           |
| 일평균 최저 기온 °C (°F)                                                                       | −4.6 (23.8)                           | −2.4 (27.6)                           | 2.6 (36.7)                            | 8.3 (47.0)                            | 14.4 (57.9)                           | 19.6 (67.2)                           | 21.7 (71.1)                           | 20.7 (69.3)                           | 16.1 (60.9)                           | 9.5 (49.1)                            | 3.0 (37.4)                            | −1.9 (28.5)                           | 8.9 (48.0)                            |
| 역대 최저 기온 °C (°F)                                                                         | −30 (−22)                             | −28 (−18)                             | −21 (−5)                              | −7 (20)                               | −1 (31)                               | 6 (43)                                | 11 (51)                               | 8 (47)                                | 0 (32)                                | −6 (21)                               | −17 (1)                               | −27 (−16)                             | −30 (−22)                             |
| 평균 강수량 mm (인치)                                                                          | 66 (2.59)                             | 57 (2.23)                             | 89 (3.50)                             | 120 (4.73)                            | 122 (4.82)                            | 114 (4.49)                            | 100 (3.93)                            | 86 (3.38)                             | 75 (2.96)                             | 80 (3.15)                             | 87 (3.42)                             | 64 (2.50)                             | 1,059 (41.70)                         |
| 평균 강설량 cm (인치)                                                                          | 14 (5.7)                              | 11 (4.3)                              | 5.8 (2.3)                             | 0.51 (0.2)                            | 0.0 (0.0)                             | 0.0 (0.0)                             | 0.0 (0.0)                             | 0.0 (0.0)                             | 0.0 (0.0)                             | 0.0 (0.0)                             | 2.3 (0.9)                             | 8.1 (3.2)                             | 42 (16.6)                             |
| 평균 강수일수 (≥ 0.01 인치)                                                                    | 9.3                                   | 8.7                                   | 10.8                                  | 11.5                                  | 12.6                                  | 9.8                                   | 8.9                                   | 8.4                                   | 7.3                                   | 8.5                                   | 9.0                                   | 9.0                                   | 113.8                                 |
| 평균 강설일수 (≥ 0.1 인치)                                                                     | 4.7                                   | 3.9                                   | 1.7                                   | 0.2                                   | 0.0                                   | 0.0                                   | 0.0                                   | 0.0                                   | 0.0                                   | 0.0                                   | 0.8                                   | 3.2                                   | 14.5                                  |
| 평균 상대 습도 (%)                                                                             | 73.0                                  | 72.0                                  | 68.3                                  | 63.5                                  | 66.5                                  | 67.1                                  | 68.0                                  | 70.0                                  | 71.6                                  | 68.7                                  | 72.2                                  | 75.8                                  | 69.7                                  |
| 평균 월간 일조시간                                                                             | 161.2                                 | 158.3                                 | 198.3                                 | 223.5                                 | 266.5                                 | 291.9                                 | 308.9                                 | 269.8                                 | 236.1                                 | 208.4                                 | 140.9                                 | 129.9                                 | 2,593.7                               |
| 가능 일조율                                                                                    | 53                                    | 53                                    | 53                                    | 56                                    | 60                                    | 66                                    | 68                                    | 64                                    | 63                                    | 60                                    | 47                                    | 44                                    | 58                                    |
| 출처: 미국 해양대기청 (평년값: 1991년~2020년, 극값: 1874년~현재, 상대습도/일조: 1961년~1990년) |                                       |                                       |                                       |                                       |                                       |                                       |                                       |                                       |                                       |                                       |                                       |                                       |                                       |

## 자매 도시
세인트루이스의 자매 도시는 16곳이다.
- 이탈리아 볼로냐
- 인도네시아 보고르
- 보스니아 헤르체고비나 브르치코
- 아일랜드 도네갈
- 아일랜드 골웨이
- 가이아나 조지타운
- 프랑스 리옹
- 중화인민공화국 난징시
- 아르헨티나 로사리오
- 세네갈 생루이
- 대한민국 옥천군
- 멕시코 산루이스포토시
- 독일 슈투트가르트[8]
- 일본 스와시
- 폴란드 슈체친[9]
- 중화인민공화국 우한시

## 같이 보기
- AC 세인트루이스
- 세인트루이스 카디널스